# Echenais alphaea
Echenais alphaea är en fjärilsart som beskrevs av Jacob Hübner 1806. Echenais alphaea ingår i släktet Echenais och familjen Riodinidae. Inga underarter finns listade i Catalogue of Life.